# 赫尔曼·默里
赫尔曼·默里（英語：Herman Murray，1909年12月5日—1998年11月27日），加拿大男子冰球运动员，场上位置是后卫。他曾代表加拿大参加1936年冬季奥林匹克运动会冰球比赛，获得一枚银牌。